# Wereldkampioenschappen schaatsen afstanden 2019 - 500 meter vrouwen
De 500 meter vrouwen op de wereldkampioenschappen schaatsen afstanden 2019 werd gereden op vrijdag 8 februari 2019 in het ijsstadion Max Aicher Arena in Inzell.

## Statistieken

### Uitslag
| #      | Naam                   | Land | Tijd  |
| ------ | ---------------------- | ---- | ----- |
| Goud   | Vanessa Herzog         | AUT  | 37.12 |
| Zilver | Nao Kodaira            | JPN  | 37,20 |
| Brons  | Konami Soga            | JPN  | 37,60 |
| 4      | Angelina Golikova      | RUS  | 37,69 |
| 5      | Olga Fatkoelina        | RUS  | 37,76 |
| 6      | Brittany Bowe          | USA  | 37,77 |
| 7      | Maki Tsuji             | JPN  | 37,85 |
| 8      | Daria Katsjanova       | RUS  | 37,89 |
| 9      | Jekaterina Ajdova      | KAZ  | 38,03 |
| 10     | Heather McLean         | USA  | 38,05 |
| 11     | Kaja Ziomek            | POL  | 38,09 |
| 12     | Kim Hyun-yung          | KOR  | 38.13 |
| 13     | Letitia de Jong        | NED  | 38.13 |
| 14     | Kaylin Irvine          | CAN  | 38,16 |
| 15     | Erin Jackson           | USA  | 38,32 |
| 16     | Jutta Leerdam          | NED  | 38,34 |
| 17     | Kim Min-sun            | KOR  | 38,40 |
| 18     | Tian Ruining           | CHN  | 37,41 |
| 19     | Hege Bøkko             | NOR  | 38,47 |
| 20     | Marsha Hudey           | CAN  | 38,54 |
| 21     | Janine Smit            | NED  | 38,60 |
| 22     | Jin Jingzhu            | CHN  | 38,62 |
| 23     | Li Qishi               | CHN  | 38,68 |
| 24     | Gabriele Hirschbichler | GER  | 38,88 |

### Loting[2]
| Rit | Binnenbaan        | Buitenbaan             |
| --- | ----------------- | ---------------------- |
| 1   | Letitia de Jong   | Li Qishi               |
| 2   | Jekaterina Ajdova | Gabriele Hirschbichler |
| 3   | Kaja Ziomek       | Tian Ruining           |
| 4   | Heather McLean    | Kaylin Irvine          |
| 5   | Hege Bøkko        | Erin Jackson           |
| 6   | Marsha Hudey      | Janine Smit            |
| 7   | Jin Jingzhu       | Jutta Leerdam          |
| 8   | Maki Tsuji        | Konami Soga            |
| 9   | Kim Hyun-yung     | Kim Min-sun            |
| 10  | Brittany Bowe     | Vanessa Herzog         |
| 11  | Angelina Golikova | Daria Katsjanova       |
| 12  | Olga Fatkoelina   | Nao Kodaira            |

1996 · 
1997 · 
1998 · 
1999 · 
2000 · 
2001 · 
2003 · 
2004 · 
2005 · 
2007 · 
2008 · 
2009 · 
2011 · 
2012 · 
2013 · 
2015 · 
2016 · 
2017 · 
2019 · 
2020 · 
2021 · 
2023 · 
2024 · 
2025